# برنت (فلوریدا)
برنت (به انگلیسی: Brent) یک منطقهٔ مسکونی در ایالات متحده آمریکا است که در شهرستان اسکامبیا، فلوریدا واقع شده‌است. برنت ۲۷٫۳ کیلومتر مربع مساحت و ۲۱٬۸۰۴ نفر جمعیت دارد و ۳۴ متر بالاتر از سطح دریا قرار دارد.